# Johannis Oudkerk
Johannis Oudkerk (Wolphaartsdijk, 18 maart 1900 - Renesse, 10 december 1944) was een Nederlandse verzetsstrijder tijdens de Tweede Wereldoorlog.

## Rol in verzet
Johannis Oudkerk was timmerman te Renesse en actief in het verzet. Hij nam deel aan het verzet vanuit zijn gereformeerde geloofsovertuiging.
Hij was betrokken bij de verzetsorganisatie "Landelijke organisatie voor hulp aan onderduikers" (de L.O.).

## Arrestatie en executie
In de nacht van 6 december 1944 werd hij gearresteerd door de Duitsers bij een poging met 16 anderen vanuit het bezette Schouwen-Duiveland met een mosselkotter met Engelse commando's over te steken naar het bevrijde Noord-Beveland.
Op 10 december 1944 werd Johannis Oudkerk met negen andere verzetsstrijders opgehangen te Renesse. Ze worden de Tien van Renesse genoemd.
Nadat aan de weduwe van Johannis Oudkerk was meegedeeld dat haar man was opgehangen, werd ze haar huis uitgezet, waarna al haar huisraad werd geroofd.